# Magenta (album)
Magenta je debitantski studijski album slovenske pop pevke Raiven. Izšel je 19. julija 2017 v samozaložbi.

## Kritični odziv
Prvo skladbo »Jadra«, ki je našla svojo mesto na prvencu, je izdala leta 2014, Zanjo je posnela tudi videospot. Septembra 2015 je sledil drugi singel »Bežim«. 21. aprila 2017 je izdala svoj prvenec »Magenta«, novembra pa je predstavila svoj drugi videospot za skladbo »Povej«. Sledila sta še izida singlov »Sijaj« in »Daleč stran«. Za album je 19. julija 2018 prejela Zlato piščal - slovensko strokovno glasbeno nagrado, ki jo podeljuje Kulturno-umetniško društvo Zlata piščal za dosežke na področju slovenske popularne glasbe.
Na portalu rtvslo.si so album označili za dragoceno posebnost: »Magenta je za Raiven šele prvi album in že ta je več kot soliden, glasbeno in pojavnostno. Brez dvoma je jasno, da bo mlada pevka težje zapravila kot pa nadgradila do zdaj ustvarjeno in priborjeno. Ob tem torej verjamem, da lahko na njenih prihodnjih albumih pričakujemo še več vokalnih bravur in še bolj domiselne in sodobne zvočne vrtince. Še več. Upam, da je Raiven glasnica tako pričakovane nove slovenske popevkarske renesanse. Kako ponosni bi bili, če bi bila domača glasbena scena znova spet kul, kaj?« 
Na portalu 24ur.com je bil album uvrščen na 10. mesto najboljših slovenskih albumov leta. Na spletni strani SIGIC so prvenec opisali kot album, ki »v morju slovenske pop produkcije izstopa kot eden najsodobnejših pop izdelkov«.

### Nagrade
| Leto | Nagrada      | Kategorija           |
| ---- | ------------ | -------------------- |
| 2018 | Zlata piščal | Album leta (Magenta) |

### Priznanja
| objava   | uvrstitev | seznam                        |
| -------- | --------- | ----------------------------- |
| 24ur.com | 10.       | Top 20 domačih albumov (2017) |

## Seznam pesmi
| Št. | Naslov        | Besedilo                           | Glasba                            | Produkcija                        | Dolžina |
| --- | ------------- | ---------------------------------- | --------------------------------- | --------------------------------- | ------- |
| 1.  | „Povej‟       | Raiven                             | Raiven, Jernej Kržič              | Jernej Kržič, Tadej Košir, Raiven | 3:14    |
| 2.  | „Jadra‟       | Tadej Košir, Simona Jerala         | Košir                             | Jernej Kržič, Tadej Košir, Raiven | 3:25    |
| 3.  | „Nov planet‟  | Raiven                             | Tadej Košir, Jernej Kržič         | Jernej Kržič, Tadej Košir, Raiven | 3:38    |
| 4.  | „Daleč stran‟ | Jernej Kržič, Raiven               | Jernej Kržič, TAdej Košir         | Jernej Kržič, Tadej Košir, Raiven | 3:40    |
| 5.  | „Sijaj‟       | Tadej Košir, Simona Jerala, Raiven | Tadej Košir, Jernej Kržič         | Jernej Kržič, Tadej Košir, Raiven | 3:35    |
| 6.  | „Fire Zone‟   | Jernej Kržič, Raiven               | Jernej Kržič                      | Jernej Kržič, Tadej Košir, Raiven | 3:53    |
| 7.  | „Breakdown‟   | Raiven                             | Jernej Kržič                      | Jernej Kržič, Tadej Košir, Raiven | 3:24    |
| 8.  | „Bežim‟       | Raiven                             | Jernej Kržič                      | Jernej Kržič, Tadej Košir, Raiven | 3:03    |
| 9.  | „Črno bel‟    | Raiven                             | Jernej Kržič, Tadej Košir, Raiven | Jernej Kržič, Tadej Košir, Raiven | 3:02    |
| 10. | „Zažarim‟     | Jernej Kržič, Tadej Košir, Raiven  | Jernej Kržič, Tadej Košir, Raiven | Jernej Kržič, Tadej Košir, Raiven |         |

## Zasedba

### Glasbeniki
- Raiven — vokal, harfa
- Tadej Košir — kitara, spremljevalni vokali
- Jernej Kržič — beati, bas kitara, sintesajzer, programiranje, spremljevalni vokali
- Dorian Granda — bobni
- Jan Jordan Frangeš — spremljevalni vokali
- Peter Jenko — dodatno programiranje

### Tehnično osebje
- Jernej Kržič — produkcija
- Žiga Rezar — miks, mastering
- Martin Bezjak — mastering
- Ula Wolk — fotografija